# Odinsk
Odinsk (ros. Одинск) – wieś (sieło) w Rosji, w obwodzie irkuckim, w rejonie angarskim. W 2010 liczyła 917 mieszkańców.